# Ampedus vandalitiae
Ampedus vandalitiae е вид бръмбар от семейство Полски ковачи (Elateridae).

## Разпространение и местообитание
Видът е разпространен в Австрия, България, Германия, Латвия, Полша, Словакия, Унгария и Чехия.
Обитава гористи местности и плата.